# Rats - Notte di terrore
Rats - Notte di terrore (Rats: Night of Terror) è un film del 1984, diretto da Bruno Mattei e Claudio Fragasso.

## Trama
Nel 2015, a seguito di un olocausto nucleare, alcuni sopravvissuti si sono stabiliti nel sottosuolo, in un regime dittatoriale. Un gruppo di ribelli si imbatte in un villaggio misterioso, per creare una nuova colonia. Quivi, trovano cibo e viveri a sufficienza. Durante la notte, però, la compagine viene ferocemente attaccata da un branco di topi assassini.

## Produzione

### Riprese
Le riprese durarono circa quattro settimane. Gli interni sono stati ricreati negli studi De Paolis di Roma. Per alcune sequenze, furono riutilizzate le costruzioni del film C'era una volta in America di Sergio Leone.
Stando alle dichiarazioni di Geretta, il lungometraggio venne diretto soltanto da Mattei. L'attrice, inoltre, dovette usare un dizionario per auto-tradursi i suoi dialoghi.

## Distribuzione
Rats uscì nelle sale italiane il 23 maggio del 1985. Venne, in seguito, distribuito negli USA l'anno successivo. É conosciuto col titolo internazionale Rats: Night of Terror.
Esistono numerose edizioni home video. La maggior parte di esse presenta una durata ridotta, a causa di contenuti espliciti.

## Accoglienza
Il programma Nanaroscope, prodotto dal canale arte, ha dedicato una puntata su questa pellicola.
La rivista Nocturno considera il film un cult italiano.
FilmTv ritiene l'opera di Mattei un «esperimento fallito (...) che sprofonda nel trash fine a se stesso».